# Championnats d'Europe de beach-volley 1994
Navigation
Édition précédente Édition suivante
Les championnats d'Europe de beach-volley 1994, deuxième édition des championnats d'Europe de beach-volley, ont lieu en août 1994
Le tournoi masculin se déroule à Almería, en Espagne et il est remporté par les Norvégiens Jan Kvalheim et Bjørn Maaseide.
C'est la première apparition dans cette compétition continentale des femmes avec un second tournoi organisé à Espinho au Portugal, qui voit les Allemandes Beate Bühler et Danja Müsch s'imposer chez les femmes.

## Médaillés
| Épreuve | Or                                     | Argent                                       | Bronze                                        |
| ------- | -------------------------------------- | -------------------------------------------- | --------------------------------------------- |
| Hommes  | Norvège- Jan Kvalheim - Bjørn Maaseide | Espagne- Santiago Aguilera - Javier Bosma    | Allemagne- Jörg Ahmann - Axel Hager           |
| Femmes  | Allemagne- Beate Bühler - Danja Müsch  | Tchéquie- Martina Hudcová - Dolores Storková | Italie- Cristiana Parenzan - Lucilla Perrotta |